# Tàngara collargentada
La tàngara collargentada (Tangara icterocephala) és un ocell de la família dels tràupids (Thraupidae).

## Hàbitat i distribució
Habita la selva pluvial, clars i vegetació secundària de les muntanyes de Costa Rica, Panamà, oest de Colòmbia i nord-oest de l'Equador.